# Zhuangyuan
Zhuangyuan (chinesisch 狀元, Pinyin zhuàngyuan, W.-G. Chuang yüan) war der Titel des Absolventen mit der besten Benotung bei den Palastexamen im Kaiserreich China. Der Titel wird verschiedentlich übersetzt: Examensbester, der Beste der Palastprüfung (wörtl.: Zustand: Bester); im Englischen: Principal Graduate, Primus, Optimus.
Im heutigen Chinesisch kann "zhuangyuan" für den jeweils besten in jedem Fach verwendet werden, also: "Der Beste seines Faches".
Fu Shanxiang war die erste und einzige weibliche Zhuangyuan (nü zhuangyuan) der chinesischen Geschichte, legte das Examen jedoch bei der Taiping-Regierung ab und nicht bei den Examen der Qing-Dynastie. Als die Taipings Nanjing erobert hatten, boten sie im Januar 1853 auch ein Examen für Frauen an, bei dem Fu die beste Benotung bekam. 
Insgesamt gab es 596 "Zhuangyuan".

## Bedeutende Zhuangyuan
- Fu Shanxiang
- Mo Xuanqing
- Sun Fujia
- Tang Gao
- Yu Minzhong